# Zoran Ratković
Zoran Ratković (Belišće, 31 dicembre 1978) è un ex calciatore croato, di ruolo attaccante.

## Carriera

### Club
Cresciuto nelle giovanili dell'Hajduk Spalato debuttò in prima squadra il 24 luglio 1996 in occasione del ritorno del primo turno preliminare di Coppa UEFA tenutosi contro il Zimbru Chișinău.

## Statistiche

### Cronologia presenze e reti in nazionale
| Cronologia completa delle presenze e delle reti in nazionale ― Croazia under 20 | Cronologia completa delle presenze e delle reti in nazionale ― Croazia under 20 | Cronologia completa delle presenze e delle reti in nazionale ― Croazia under 20 | Cronologia completa delle presenze e delle reti in nazionale ― Croazia under 20 | Cronologia completa delle presenze e delle reti in nazionale ― Croazia under 20 | Cronologia completa delle presenze e delle reti in nazionale ― Croazia under 20 | Cronologia completa delle presenze e delle reti in nazionale ― Croazia under 20 | Cronologia completa delle presenze e delle reti in nazionale ― Croazia under 20 |
| Data                                                                            | Città                                                                           | In casa                                                                         | Risultato                                                                       | Ospiti                                                                          | Competizione                                                                    | Reti                                                                            | Note                                                                            |
| ------------------------------------------------------------------------------- | ------------------------------------------------------------------------------- | ------------------------------------------------------------------------------- | ------------------------------------------------------------------------------- | ------------------------------------------------------------------------------- | ------------------------------------------------------------------------------- | ------------------------------------------------------------------------------- | ------------------------------------------------------------------------------- |
| 19-5-1998                                                                       | Črensovci                                                                       | Slovenia under 20                                                               | 2 – 2                                                                           | Croazia under 20                                                                | Amichevole                                                                      | -                                                                               |                                                                                 |
| 6-9-1998                                                                        | Zaprešić                                                                        | Croazia under 20                                                                | 5 – 0                                                                           | Slovenia under 20                                                               | Amichevole                                                                      | -                                                                               |                                                                                 |
| Totale                                                                          |                                                                                 | Presenze                                                                        | 2                                                                               |                                                                                 | Reti                                                                            | 0                                                                               |                                                                                 |

## Palmarès

### Club

#### Competizioni nazionali
- Coppa di Croazia: 1

Hajduk Spalato: 1999-2000